# Cirkumposition
En cirkumposition är en typ av adposition, ett grammatiskt ord som uttrycker någon sorts relation mellan en nominalfras och en annan del av satsen. I svenskan placeras adpositioner i första hand före huvudordet, och kallas för prepositioner. Cirkumpositioner består av två delar som placeras på båda sidor om huvudordet, det så kallade adpositionsobjektet, och är sällsynta i svenskan. Ett par exempeluttryck kan dock ges (cirkumpositioner kursiverade):
- Åt trädgården till har huset en köksingång.
- På en meter när.
- För ett år sedan.